# Nataša Jovanović
Nataša Jovanović (en serbe cyrillique : Наташа Јовановић ; née le 14 avril 1966 à Kragujevac) est une femme politique serbe. Membre du Parti radical serbe (SRS), elle a été deux fois vice-présidente de l'Assemblée nationale de la république de Serbie.

## Carrière
Nataša Jovanović naît à Kragujevac le 14 avril 1966. Elle effectue ses études élémentaires et secondaires dans sa ville natale puis travaille dans le tourisme. De 1987 à 1989, elle travaille pour la société Zastava impeks et, de 1991 à 1996, pour les agences de tourisme Kontiki travel et Holidej.
Sur le plan politique, elle devient membre du Parti radical serbe (SRS) en 1992 et, de 1996 à 2000, elle est députée à l'Assemblée de la république fédérale de Yougoslavie ; à la suite des élections législatives du 23 décembre 2000, le SRS remporte 8.6 % des suffrages et 23 représentants ; Nataša Jovanović devient députée à l'Assemblée nationale de la république de Serbie. Parallèlement, elle est présidente du conseil du SRS pour la Šumadija.
Aux élections législatives du 28 décembre 2003, Nataša Jovanović figure sur la liste du SRS qui obtient 27,61 % des suffrages et envoie 82 représentants à l'Assemblée nationale de Serbie ; Nataša Jovanović est réélue députée.
Aux élections législatives du 21 janvier 2007, elle figure à nouveau sur la liste du SRS. La liste obtient 28,59 % des voix et 81 députés. Nataša Jovanović renouvelle ainsi son mandat parlementaire et, le 8 mai 2007, elle devient l'un des vice-présidents de l'Assemblée. Elle devient également membre de la présidence du Parti radical serbe.
Aux élections législatives anticipées du 11 mai 2008, Nataša Jovanović figure sur la liste du SRS ; la liste obtient 29,45 % des suffrages et envoie 78 représentants à l'Assemblée nationale ; Nataša Jovanović devient une nouvelle fois députée et est réélue à la vice-présidence de l'Assemblée,.
L'année 2008 marque un tournant pour le Parti radical serbe. Le 24 septembre 2008, à peine quatre mois après les élections législatives, Tomislav Nikolić, vice-président du SRS et chef de facto du parti du fait de l'emprisonnement du président Vojislav Šešelj, décide de fonder le Parti progressiste serbe (SNS), avec un groupe de députés dissidents. De son côté, Nataša Jovanović reste fidèle au SRS. 
Aux élections législatives du 6 mai 2012, elle figure toujours sur la liste du Parti radical serbe. Avec 180 558, soit	4,61 % des suffrages, le parti n'obtient plus aucun représentant à l'Assemblée.

## Vie privée
Nataša Jovanović est célibataire et sans enfant. Elle parle anglais.